# John William Connor
John William Connor, genannt Jack Connor, ist ein britischer Plasmaphysiker, der als einer der führenden Theoretiker für die Physik von Tokamaks gilt.
Connor ist in der Theorieabteilung des Joint European Torus in Culham.
Connor befasst sich mit theoretischen Forschungen über Plasmen im Rahmen des Tokamak-Pfads zur kontrollierten Kernfusion. Dabei arbeitete er seit den 1960er Jahren eng mit John Bryan Taylor und Robert James Hastie in Culham zusammen. In den 1970er Jahren entwickelten sie die Theorie der Ballooning-Mode Instabilitäten. 1970/71 sagten sie den Bootstrap-Strom im Tokamak voraus, der mehr als ein Jahrzehnt später an JET und TFTR bestätigt wurde. Er spielt eine wichtige Rolle für den wirtschaftlichen Betrieb künftiger Tokamaks.
Er entwickelte mit Taylor Skalierungsmethoden, um vom Verhalten heutiger Tokamaks auf die größeren geplanten Kraftwerks-Tokamaks wie ITER zu extrapolieren (Connor-Taylor Constraints). Connor befasste sich auch mit Mikroinstabilitäten und dem durch sie verursachten anomalen Transport.
2004 erhielt er zusammen mit Taylor und Hastie den Hannes-Alfvén-Preis für wegweisende Beiträge zu einem breiten Spektrum von Problemen, die für den Erfolg der Fusion mit magnetischem Einschluss von grundlegender Bedeutung sind, einschließlich der Entwicklung der gyro-kinetischen Theorie, der Vorhersage des Bootstrap-Stroms, der dimensionslosen Skalierungsgesetze, der den Druck begrenzenden Instabilitäten und der Theorie von Mikro-Stabilität und Transport.
2010 wurde er Fellow der Royal Society.
2008 erhielt er den Payne-Gaposchkin-Preis des Institute of Physics.
Er war Mitherausgeber von Physics of Plasmas.